# 阪急320形電車

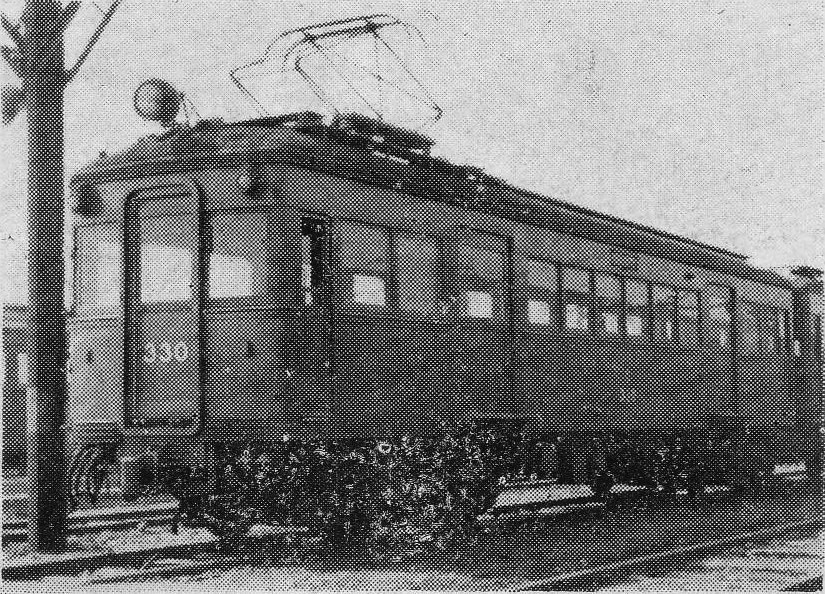
330（1956年3月、西宮車庫）

阪急320形電車（はんきゅう320がたでんしゃ）は、阪神急行電鉄（後の京阪神急行電鉄→阪急電鉄）が1935年に導入した電車（通勤形電車）である。宝塚線専用車両としては開業時の1形以来の新製投入となった。

## 概要
1935年4月からの宝塚線のスピードアップと急行の梅田 - 宝塚駅間33分運転に対応するため、1935年3月に320 - 331の12両が川崎車輌で製造された。
計画段階で検討されていた大型車の投入は見送られ、神戸線用車両を小型化したスタイルの車両を新造することとなった。この320形の投入により宝塚線の「小型車天国」が決定付けられ、380形や500形、戦後の550形まで小型車の投入が定着した。車両の大型化は1952年の車両規格向上工事まで待つこととなった。

## 車体
車体は神戸線用の900形を小型化したスタイルの全鋼製車体で、車体長は約15m、車体幅は約2.35mの両運転台車である。妻面は900形同様中央に貫通扉を配した3枚窓で、運転台側幕板部に行先方向幕、助士台側幕板部に尾灯を配している。屋根は900形に比べると浅く、中央にガーランド型通風器を1列4基配し、その左右にランボードを巡らせている。
座席は900形と異なりロングシートであるが、袖仕切の形状は900形や同時期に製造された920系に比べて丸みが大きいものになっている。

## 主要機器
主電動機はゼネラル・エレクトリック社製GE-263のスケッチ生産品である芝浦SE-107（48kW/600V）を4基搭載し、制御器は電空カム軸式のPC-5であった。駆動方式は吊り掛け式、歯車比は51形75以降や300形310 - 319と同じ28:58(1:2.07)で、高速性能を重視したものとなっている。
台車は川崎車輌製K-12で、これはボールドウィンBW-78-25AAのデッドコピー品であった。
当初よりドアエンジンを装備する。ブレーキはM三動弁を使用するAMM自動空気ブレーキが採用されており、最大5両編成が可能となった。
なお、翌1936年以降に増備された380形や500形は性能的には300形300~309に準拠したものであり、51形ベースの本形式とは主電動機特性などが異なる。そのため、当初はこれらの形式との併結及び共通運用はできなかった。

## 運用

### 戦前期
純然たる宝塚線向けの新車としては1形以来となる本形式は、当初の予定通り急行運用に投入され、梅田 - 宝塚間33分運転を開始した。1基当たりの1時間定格出力が82kWの電動機を搭載した380形や500形に比べると低いものの、電動機を全軸に装備したことから2基搭載の380形や500形（82kW×2＝164kW）に比べると1両当たりの出力は高くなり（48kW×4＝192kW）、梅田駅を同時発車する神戸線の900・920系に引けをとらない加速ぶりを示すことがあった。
1939年には前照灯にフードを取り付けるなどの灯火管制工事を実施したが、太平洋戦争末期の空襲にも大きな被害を受けることなく終戦を迎え、戦後まもなく灯火管制用のフードなどが撤去された。1947年には歯車比を51形51 - 74と同じ24:62(1:2.58)に変更されて、1941年に同様の工事を実施された51形75以降のグループと同様、性能面では本形式と51形全車両が同一水準となった。

### 規格向上工事前後
1952年3月15日の宝塚線の大型車両運転開始に際し、神戸線から810系及び600形が入線した。320形は中間に51形の制御車である81 - 86を組み込んだ3両編成×6本を組成、今津線に転出した。ドアステップの取り付けにより車幅が約2.69mに拡大されている。
編成は以下の通り。
- 320-81-321
- 322-82-323
- 324-83-325
- 326-84-327
- 328-85-329
- 330-86-331

その後1954年と1955年には51形の610系への機器流用に際して制御車化された380形全車を81 - 86の代わりに中間に組み込んだ。しばらくは今津線の主力として運用されていたが、1956年2月に発生した庄内事件以降は小型車の4両あるいは5両編成での運行が常態化したことから、両運転台で小回りがきき従来機器の互換性がなかった380・500形の両形式が、610系製造に伴う床下機器交換で51形ベースの本形式と同等の性能になった。これによって両形式との併結及び共通運用が可能となったことから、本形式は全車宝塚線に復帰した。この当時の宝塚線の旧型車は、前述の610系の製造や1956年から1958年にかけて登場した1200系の製造に際して形式間の床下機器交換を頻繁に行ったが、基が51形ベースの本形式は機器交換の対象外となり、他形式がスペックを大きく変える中で唯一登場時とほぼ同じ性能を維持していた。
1950年代後半から1960年代初頭にかけては本形式と380形、500形の混結で4両あるいは5両編成を組んだほか、本形式のみの4・5両編成や本形式の中間に付随車化された1形や300形を組み込んだ4・5両編成など、バラエティに富んだ編成で宝塚線及び箕面線で運用された。しかし、宝塚線への1100系や2100系の増備、神戸線への2000系増備によるに920系の宝塚線転入に伴い1961年に7両が西宮車庫に転出、再び今津線での運行を開始したほか、伊丹線や甲陽線といった神戸線の支線区での運用を開始、1963年には全車宝塚線から転出して、これらの支線区が主な運行路線となった。
本形式は、1960年代後半に予定された神宝線架線電圧の直流1,500Vへの昇圧に際しては昇圧改造の対象外となり、1964年以降昇圧即応車として大量に増備された3000・3100系に置き換えられることとなった。

## 能勢電時代

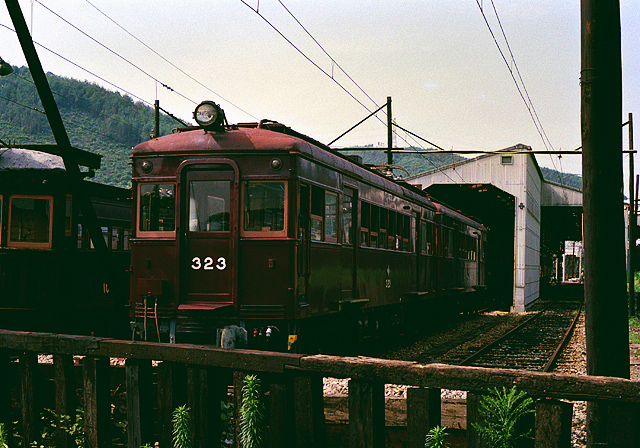
能勢電鉄時代の320形（1980年 平野車庫）

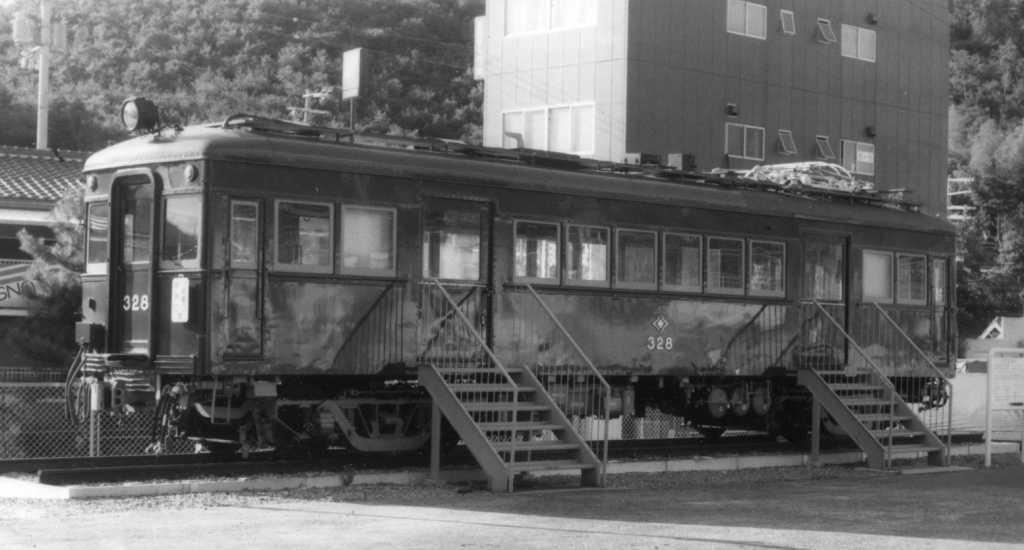
平野車庫で保存されていた328（1988.8.27撮影）

能勢電気軌道では沿線の宅地開発が急速に進み、輸送力増強のため15m級車体の320形・500形の導入を検討することとなったが、急曲線が導入の障害となっていた。1964年7月に阪急より320形330・331の2両を借り入れて試験走行し、15m車の走行に支障になる箇所の洗い出しと最小限の改良工事が行われた。
施設改良後の1966年に2両編成で能勢電での本格的な運行を開始し、能勢電の旧型木造車は全廃となった。1968年4月からは、遅れて入線した500形との3連も組み、後には本形式だけでも3連を組んだ。1973年3月、能勢電に正式に譲渡された。
1975年には本形式単独で4両編成固定(合計3本)で使用されるようになり、この時点で先頭車として使用されていた320・323・324・327・328・331に列車無線装置が設置され、1977年には4両編成×3本のうち2本に組み込まれていた320・322・324・326のパンタグラフを撤去した。
1979年から1980年にかけて車体更新が行われ、同時に380・500形とともに5両編成化が実施された。列車無線装置未設置の321・322・325・326・329・330の6両は運転台を撤去して完全中間車化、324と327は片運転台化され322にはパンタグラフが再び設置されている。車内は客用扉の交換や車内灯の蛍光灯化と袖仕切のパイプ化が行われたほか、蛍光灯の取りつけなどに伴い電動発電機の追加設置も行われ、屋根回りについてもベンチレータの交換が実施された。320・323・328・331の4両は更新対象から外され、2両編成で日生線専用車となったが車内灯はグローブ式白熱灯から管球式電灯に変更された。
一方で車齢が45年を超え老朽化の進行とATSの設置も難しいため、1983年より1500系への置き換えが開始された。その後も未更新車4両が残っていたが、1986年12月7日に500形と組んでさよなら運転を行ったのち、同年12月20日付で廃車となった。
328が平野車庫でしばらく保管されていたが1992年に解体された。